# Henry McLeish
Henry McLeish (né le 15 juin 1948) est un homme d'État écossais du XXIe siècle. Il devient le second Premier ministre en titre d'Écosse à la mort de Donald Dewar en 2000. Il démissionne à la suite d'un scandale en novembre 2001. 
Avant sa carrière d'homme politique, il a été footballeur professionnel, ailier gauche, formé à Leeds United, et ayant évolué à East Fife de 1964 à 1969.